# Xã Daneville, Quận Turner, South Dakota
Xã Daneville (tiếng Anh: Daneville Township) là một xã thuộc quận Turner, tiểu bang Nam Dakota, Hoa Kỳ. Năm 2010, dân số của xã này là 207 người.